# Alki Larnaca
Alki Larnaca (Grieks: Αλκή Λάρνακα) was een Cypriotische voetbalclub uit Larnaca.
De club werd in 1948 opgericht en stond grotendeels in de schaduw van EPA Larnaca en Pezoporikos Larnaca. De club kon nooit een landstitel winnen, maar haalde wel vijf keer de bekerfinale. De beste prestatie in de competitie was een derde plaats in 1979. Omdat de nummer twee, APOEL Nicosia, de bekerwinnaar was, mocht Alki deelnemen aan de UEFA Cup. Daar ging men echter reeds in de eerste ronde zwaar onderuit. Voor het seizoen 2013/14 werd de club door de bond met 39 punten aftrek gestraft vanwege financiële problemen. Ook mocht de club slechts met spelers onder de 21 spelen. Op 6 mei 2014 werd de club failliet verklaard.

## Erelijst
- Beker van Cyprus

Finalist: 1967, 1970, 1976, 1977, 1980
- B' Kategoria

1960, 1982, 2001, 2010

## Alki in Europa
#R = #ronde, T/U = Thuis/Uit, W = Wedstrijd, PUC = punten UEFA coëfficiënten .
Uitslagen vanuit gezichtspunt Alki Larnaca
| Seizoen | Competitie | Ronde | Land                          | Club             | Totaalscore | 1e W    | 2e W    | PUC |
| ------- | ---------- | ----- | ----------------------------- | ---------------- | ----------- | ------- | ------- | --- |
| 1979/80 | UEFA Cup   | 1R    | Vlag van Roemenië (1965-1989) | Dinamo Boekarest | 0-12        | 0-3 (T) | 0-9 (U) | 0.0 |

## Bekende (ex-)spelers
- Jonathan Aspas Juncal
- Luwamo Garcia